# DAF XF
El DAF XF es un camión producido por el fabricante neerlandés DAF desde 1997. Es el sucesor del modelo denominado DAF 95. Está disponible como cabeza tractora articulada con ejes desde 4x2 hasta 6x2. Todas las versiones del XF con el volante a la derecha son ensambladas en la empresa británica Leyland Trucks.
El camión cuenta con motorizaciones de 11 y 12,9 litros y caja de cambios ZF manual o automática. La nueva versión introducida en 2013 está disponible con motorizaciones de 290 a 510 CV, las cuales cumplen las normas Euro 6.

## Variante militar
La versión militar del DAF XF es denominada DAF SSC.
El ejército canadiense usa el tractocamión XF 95 Tropco para su plataforma de transporte de vehículos.

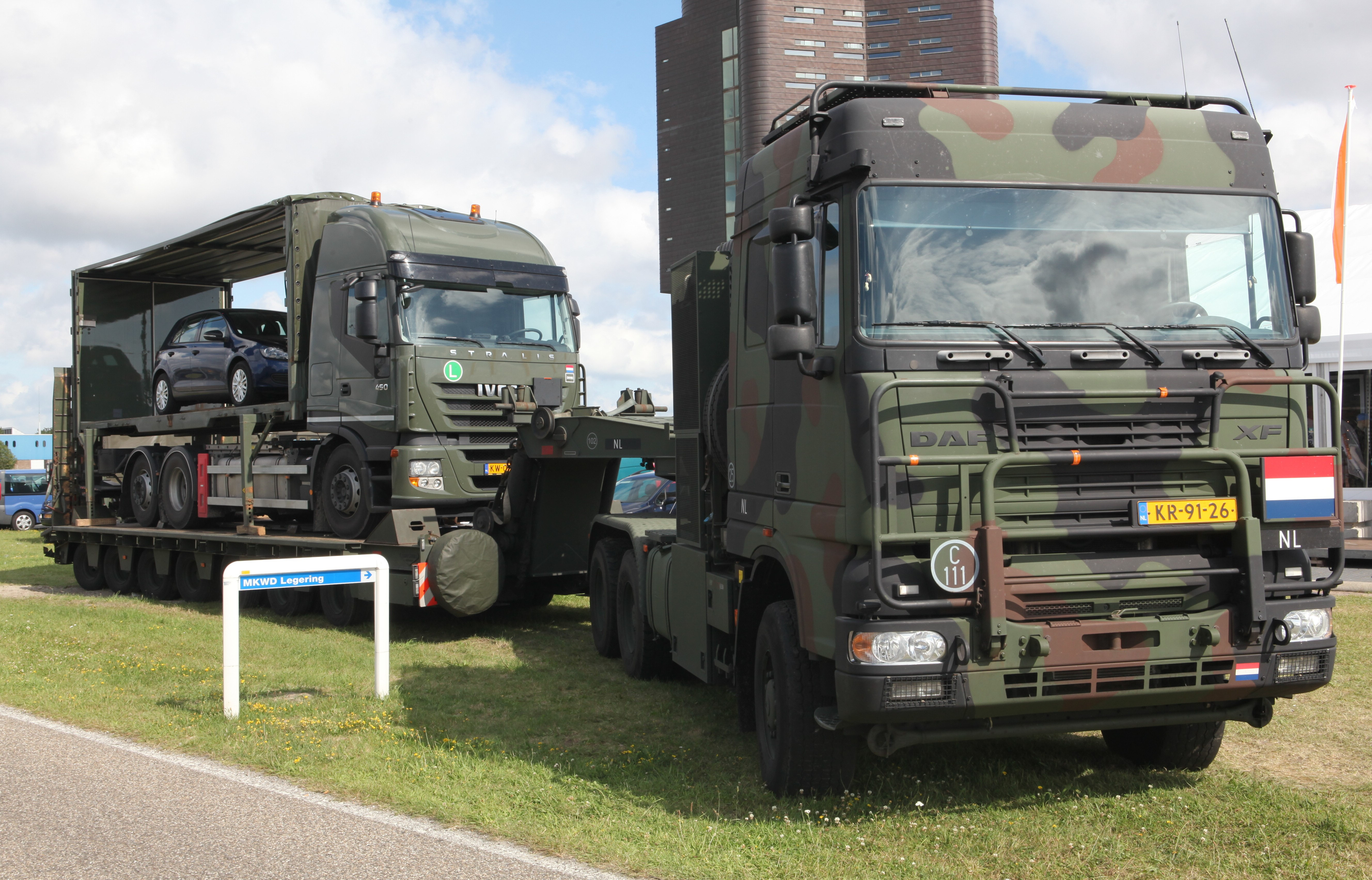
DAF XF 95 Tropco
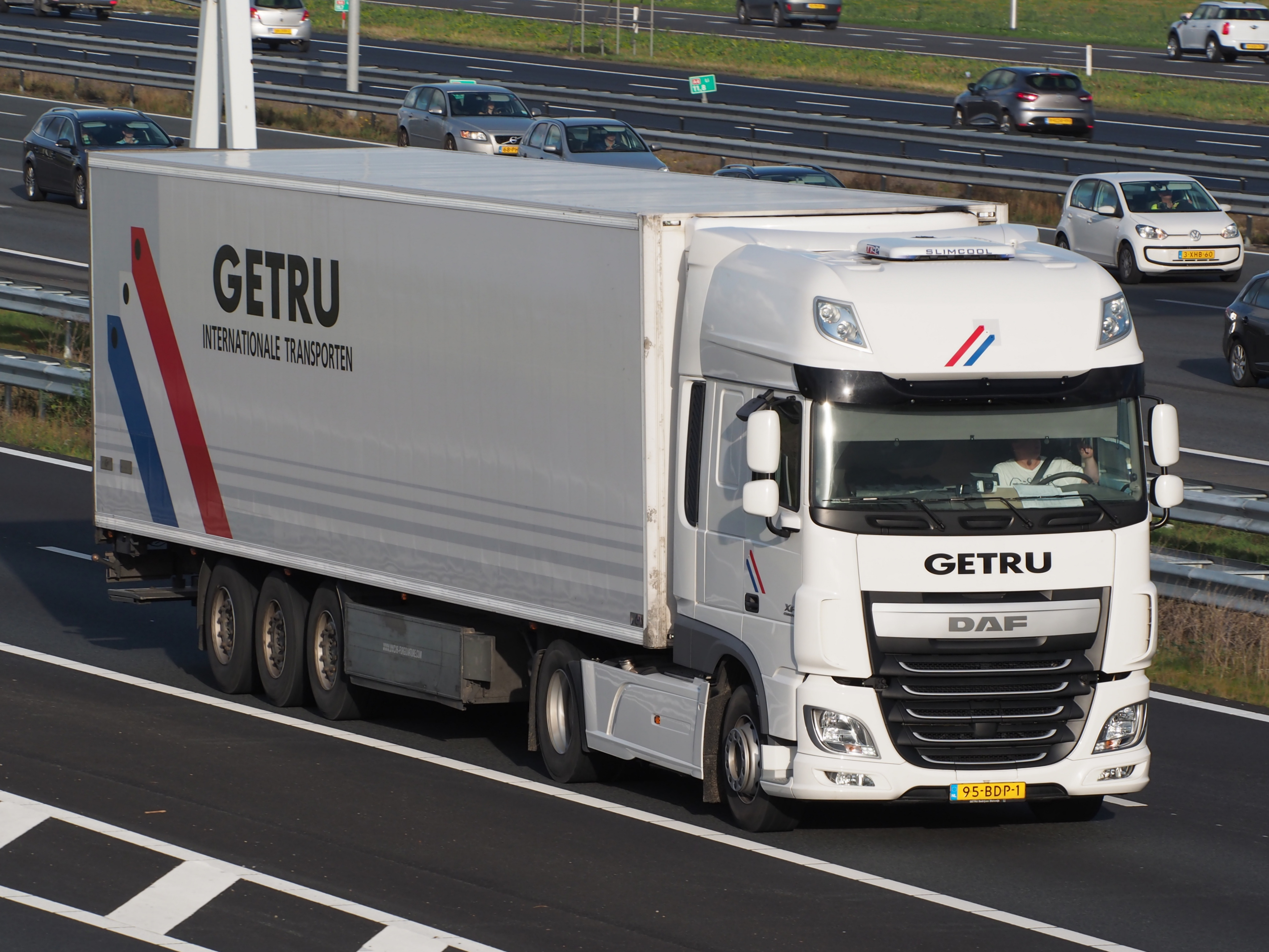
Versión actual del DAF XF.

## Premios
El DAF XF 105 ganó el premio Camión Internacional del Año en 2007.